# サマー・ナーヴス
『サマー・ナーヴス』は、1979年6月21日にリリースされた坂本龍一&カクトウギセッションのスタジオ・アルバム。

## 解説
坂本龍一&カクトウギセッションは、坂本が1979年6月23日に第1回を開催したライブ「格闘技セッション」の出演者を母体としたユニット。ライブに先行して発売されており、同ユニットとしては唯一のアルバムである。ユニット名は、ジャズフュージョン系とジャパニーズ・ロック系のミュージシャンの競演を格闘技になぞらえたもの。
アルバムのタイトルは「夏の神経症」を意味する。
当初、ソニーからは坂本にボサノヴァのアルバム企画を持ちかけたが、坂本はレゲエアルバムを逆提案した。結果として、フュージョン・レゲエと言うべき内容に仕上がった。
渡辺香津美は、当時日本コロムビアと契約していたことから「アブドゥーラ・ザ・"ブッシャー"」名義で参加している。
収録曲『“カクトウギ”のテーマ』は、かつて全日本プロレスにおいて時間切れ引き分けのテーマとして使用されていた。全日本プロレス中継の次期シリーズ予告にも使用された時期があった。

## 収録曲
| 全編曲: 坂本龍一。 |                                                           |                           |                           |       |
| #                  | タイトル                                                  | 作詞                      | 作曲                      | 時間  |
| 1.                 | 「SUMMER NERVES」(サマー・ナーヴス)                       | 矢野顕子                  | 坂本龍一                  | 4:10  |
| 2.                 | 「YOU'RE FRIEND TO ME」(ユー・アー・フレンド・トゥ・ミー) | N.ロジャース B.エドワーズ | N.ロジャース B.エドワーズ | 5:02  |
| 3.                 | 「SLEEP ON MY BABY」(スリープ・オン・マイ・ベイビー)      | 矢野顕子                  | 矢野顕子                  | 5:10  |
| 4.                 | 「THEME FOR "KAKUTOUGI"」(“カクトウギ”のテーマ)           | 高橋ユキヒロ 生田朗       | 坂本龍一                  | 6:17  |
| 合計時間:          | 合計時間:                                                 | 合計時間:                 | 合計時間:                 | 20:39 |

| 全編曲: 坂本龍一。 |                                                            |            |           |       |
| #                  | タイトル                                                   | 作詞       | 作曲      | 時間  |
| 1.                 | 「GONNA GO TO I COLONY」(ゴナ・ゴー・トゥ・アイ・コロニー) | 坂本龍一   | 坂本龍一  | 4:40  |
| 2.                 | 「TIME TRIP」(タイム・トリップ)                            | 安井かずみ | 坂本龍一  | 4:15  |
| 3.                 | 「SWEET ILLUSION」(スウィート・イリュージョン)             |            | 坂本龍一  | 6:30  |
| 4.                 | 「NEURONIAN NETWORK」(ニューロニアン・ネットワーク)        |            | 細野晴臣  | 4:03  |
| 合計時間:          | 合計時間:                                                  | 合計時間:  | 合計時間: | 19:28 |

## クレジット

### ミュージシャン
- 坂本龍一  –  Vocal Background Vocal, Keyboards (All tracks)
- 小原礼  –  Bass, Background Vocals (track:1,2,3,4,6,7)
- 高橋ユキヒロ  –  Drums, Background Vocals (All tracks)
- 大村憲司  –  Guitars (track:3,7)
- ペッカー  –  Percussions(track:3,5,7)
- 矢野顕子  –  Background Vocals (track:3)
- 鈴木茂  –  Guitar (track:1,2,4,6)
- 松原正樹  –  Guitar (track:4,5)
- アブドゥーラ・ザ・"ブッシャー"  –  Guitar (track:3,7)
- 浜口茂外也  –  Percussions(track:1,2,4,6)
- 中川昌三  –  Flute (track:1)
- 山口真文  –  Soprano Sax (track:1)
- 山川恵子  –  Harp (track:1)
- 数原晋  –  Trumpet (track:4)
- 岸義和  –  Trumpet (track:4)
- 中川喜弘  –  Trumpet (track:4)
- 新井英治  –  Trombone (track:4)
- 平内保夫  –  Trombone (track:4)
- 三田治美  –  Trombone (track:4)
- 岡田澄雄  –  Bass Trombone (track:4)
- 杉本勝行  –  Bass Trombone (track:4)
- Jake Conception  –  Alto Sax (track:7)
- 多グループ  –  Strings
- EVE  –  Background Vocal
- 山下達郎  –  Background Vocal (track:5,7)
- 吉田美奈子  –  Background Vocal (track:7)

### スタッフ
- Produced：坂本龍一
- Director：橋本伸一
- Engineer：前島裕一
- Associate Engineer：高松幹大
- Mastering Engineer：谷口英二
- Recording Coordinator：生田朗

- Recorded Mixed Mastered at CBS/SONYスタジオ

- Illustrator : 大西重成
- Photography : 長坂洋平
- Designer : 山田充